# غوبة
غوبة هي قرية في مقاطعة سلماس، إيران. يقدر عدد سكانها بـ 346 نسمة بحسب إحصاء 2016.